# 가미카와구치촌
가미카와구치촌(일본어: 上川口村)은 일본 교토부 아마타군에 있던 촌이다.

## 역사
- 1889년 4월 1일 - 정촌제 시행에 의해 9촌의 구역을 가지고 성립하였다.
- 1955년 4월 1일 - 후쿠치야마시에 편입, 동일 가미카와구치촌은 폐지되었다.

## 교통

### 철도
- 일본국유철도
  - 산인본선

### 도로
- 국도 제9호선

## 참고문헌
- 角川日本地名大辞典 26 京都府